# Kid McCoy
Kid McCoy, de son vrai nom Norman Selby, est un boxeur et acteur américain né le 13 octobre 1872 à Warsaw , Indiana, et mort le 18 avril 1940 à Detroit, Michigan.
En tant qu'acteur, il a tourné dans une quinzaine de films sous son nom Norman Selby.

## Carrière
Il remporte le titre vacant de champion du monde des poids moyens le 26 décembre 1896 aux dépens de Bill Doherty par KO au 9e round. McCoy conserve sa ceinture face à Dan Creedon le 17 décembre 1897 puis choisit de poursuivre sa carrière en poids lourds sans parvenir à décrocher la ceinture mondiale. Il livre son dernier combat en 1916.

### Filmographie partielle
- 1919 : Le Voile de l'avenir (Eyes of Youth) d'Albert Parker : Dick Brownell
- 1921 : L'Insulte (To a Finish) de Bernard J. Durning : Wolf Gary
- 1922 : L'Engrenage (Oath-Bound)  de Bernard J. Durning : Hicks
- 1922 : Tom Mix in Arabia de Lynn Reynolds : Pussy Foot Bogs

## Distinction
- Kid McCoy est membre de l'International Boxing Hall of Fame depuis 1991[2].